# لوت (إقليم فرنسي)
لوت (بالفرنسية:Lot) هو إقليم فرنسي، يقع في جنوب غرب فرنسا سمي باسم لوت نسبة لنهر لوت الذي يمر في الإقليم.

## تاريخ الإقليم
إقليم لوت هو واحد من الأقاليم الـ 83 التي تتشكل منها فرنسا، تم إنشاؤها أثناء الثورة الفرنسية يوم 4 مارس 1790، أنشأ من جزء من مقاطعة لانغدوك السابقة في عام 1808، تم فصل بعض الكانتونات جنوب شرقي الإقليم ليتشكل فيما بعد إقليم تارن اتغارون.

## جغرافية الإقليم
يعد إقليم لوت جزء من منطقة ميدي بيرينيه، ويحيط بالإقليم كل من الإقليم التالية: كوريز (بالفرنسية: Corrèze)، كانتال (بالفرنسية: Cantal)، أفيرون (بالفرنسية: Aveyron)، تارن اتغارون (بالفرنسية: Tarn-et-Garonne)، لوت اتغارون (بالفرنسية: Lot-et-Garonne)، ودوردوني (بالفرنسية: Dordogne).

## بلديات اقليم لوت
- بلدية كاورس: هي بلدة كبيرة معروفة دوليا بإنتاجها من نبيذ الكاورس.
- بلدية فرايسنت لي جيلات: قرية صغيرة بالقرب من برايساك.
- بلدية برايساك: بلدة يسكن بها حوالي 3000 نسمة.

## معرض الصور

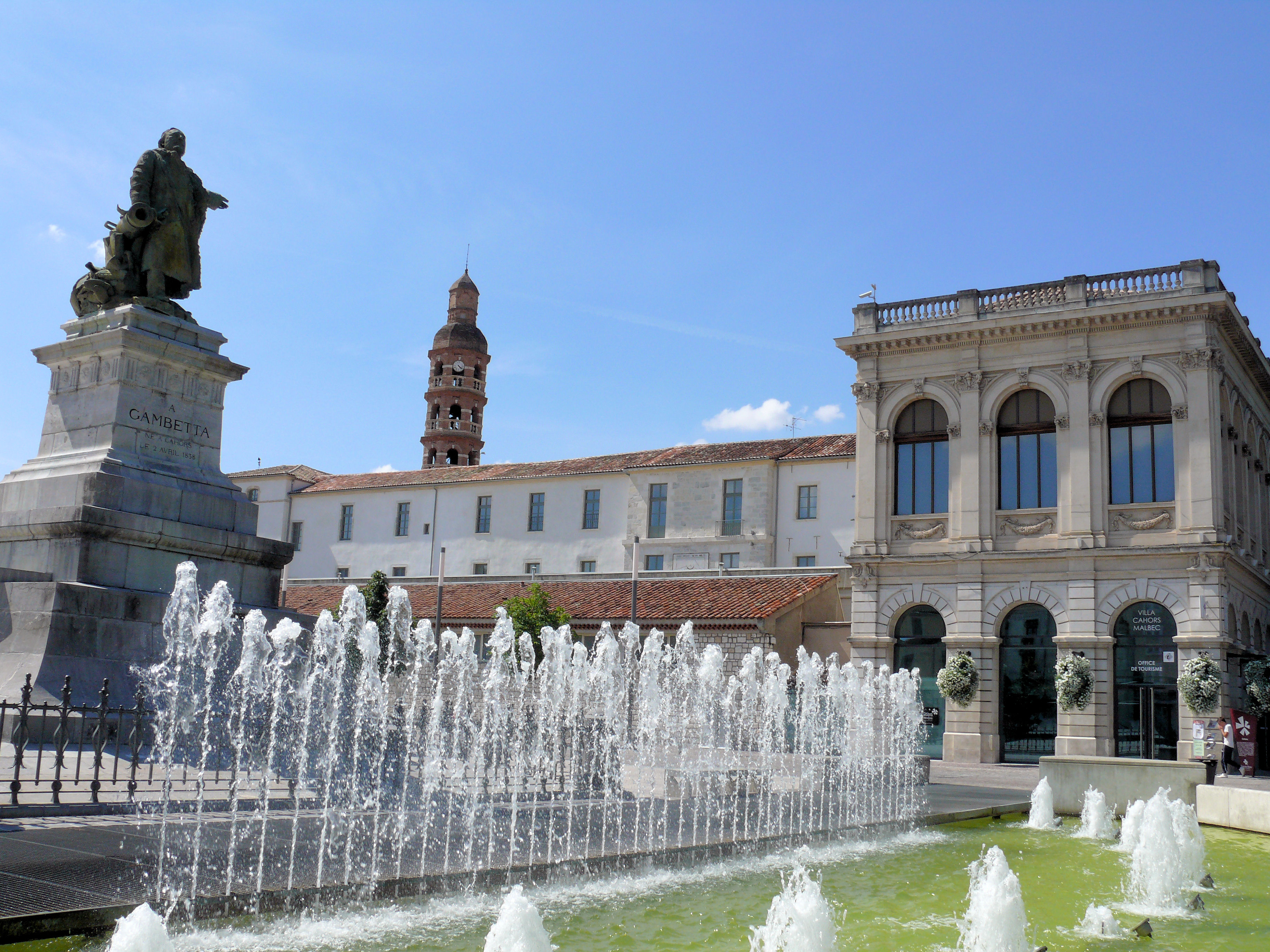
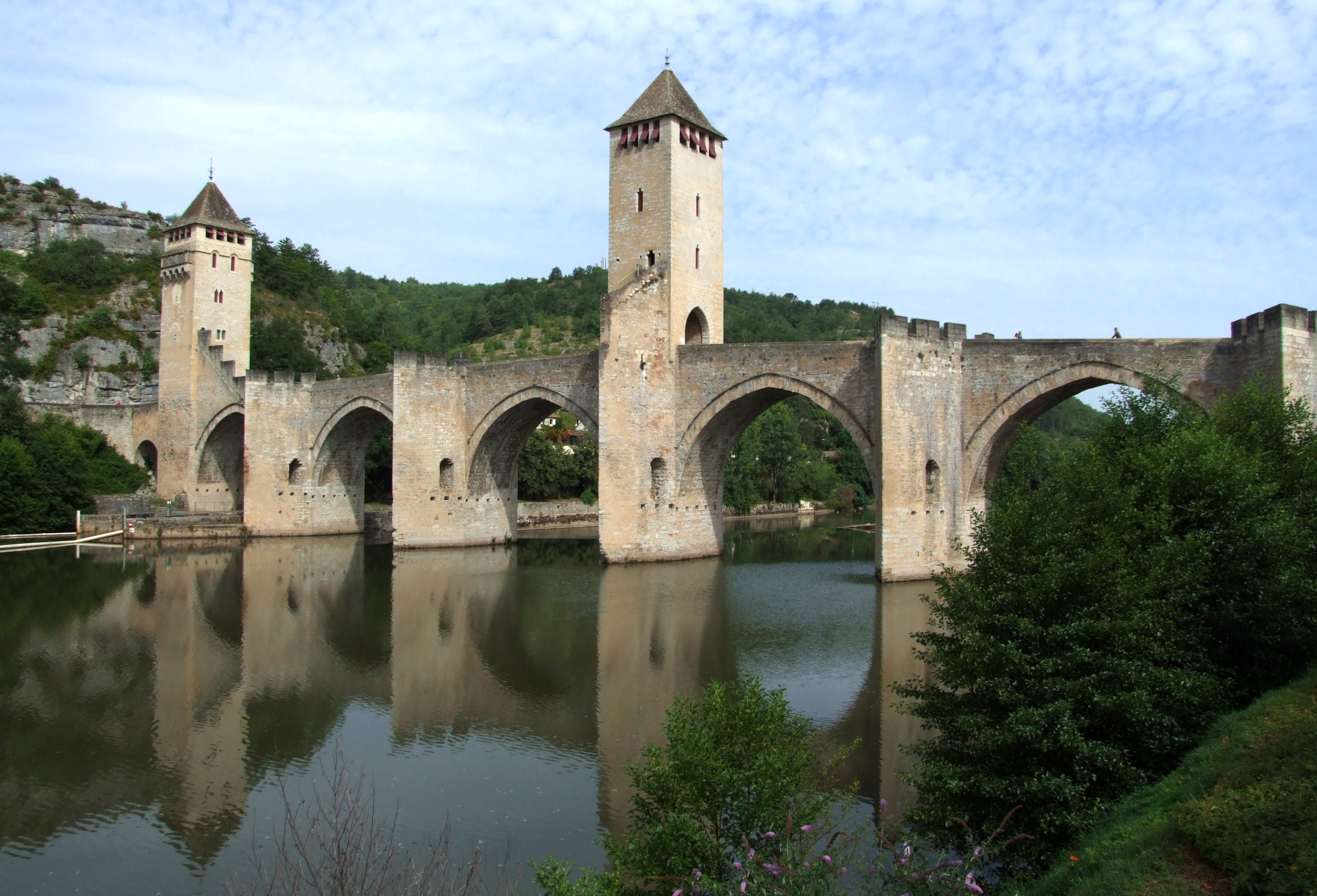
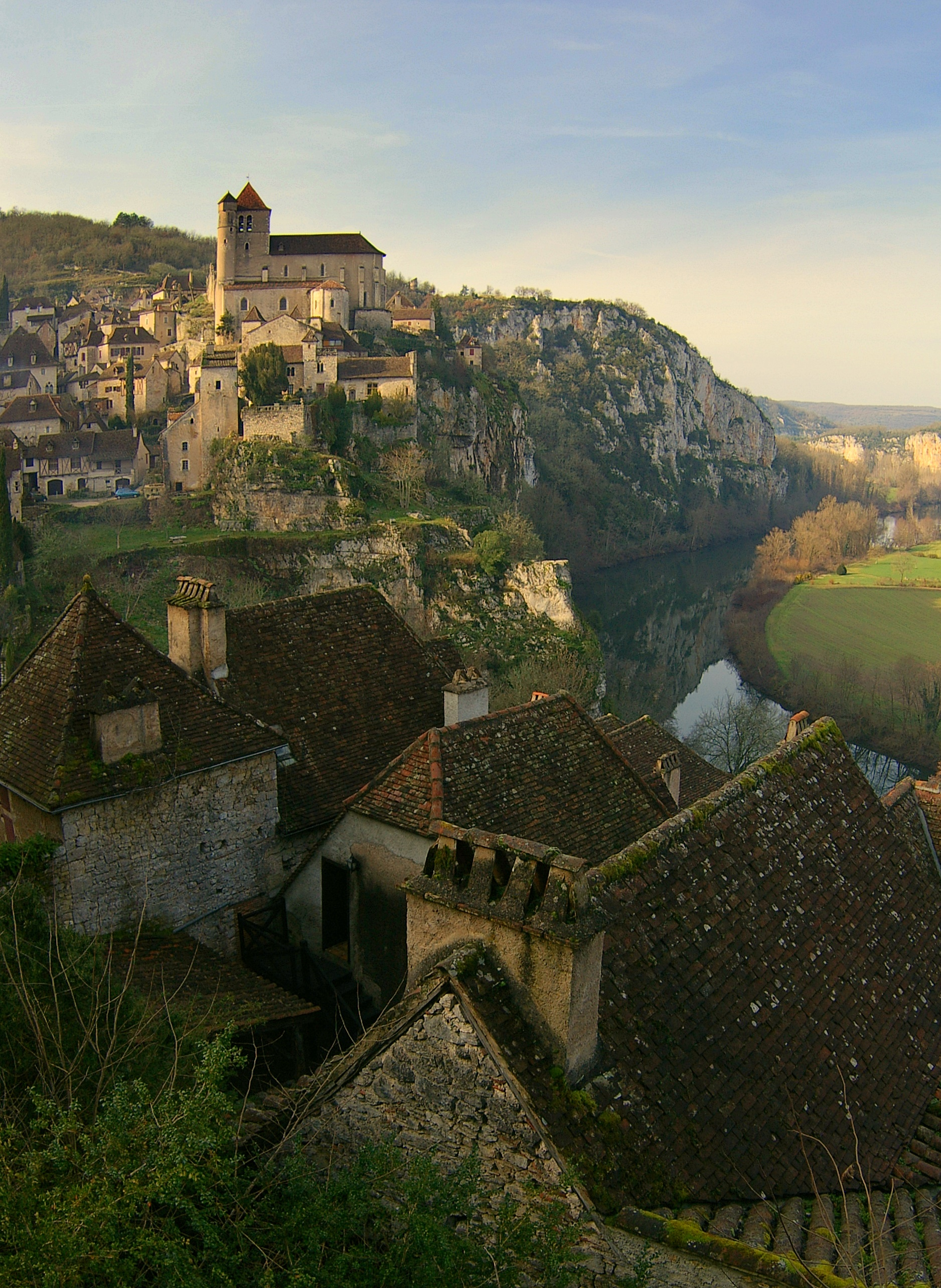
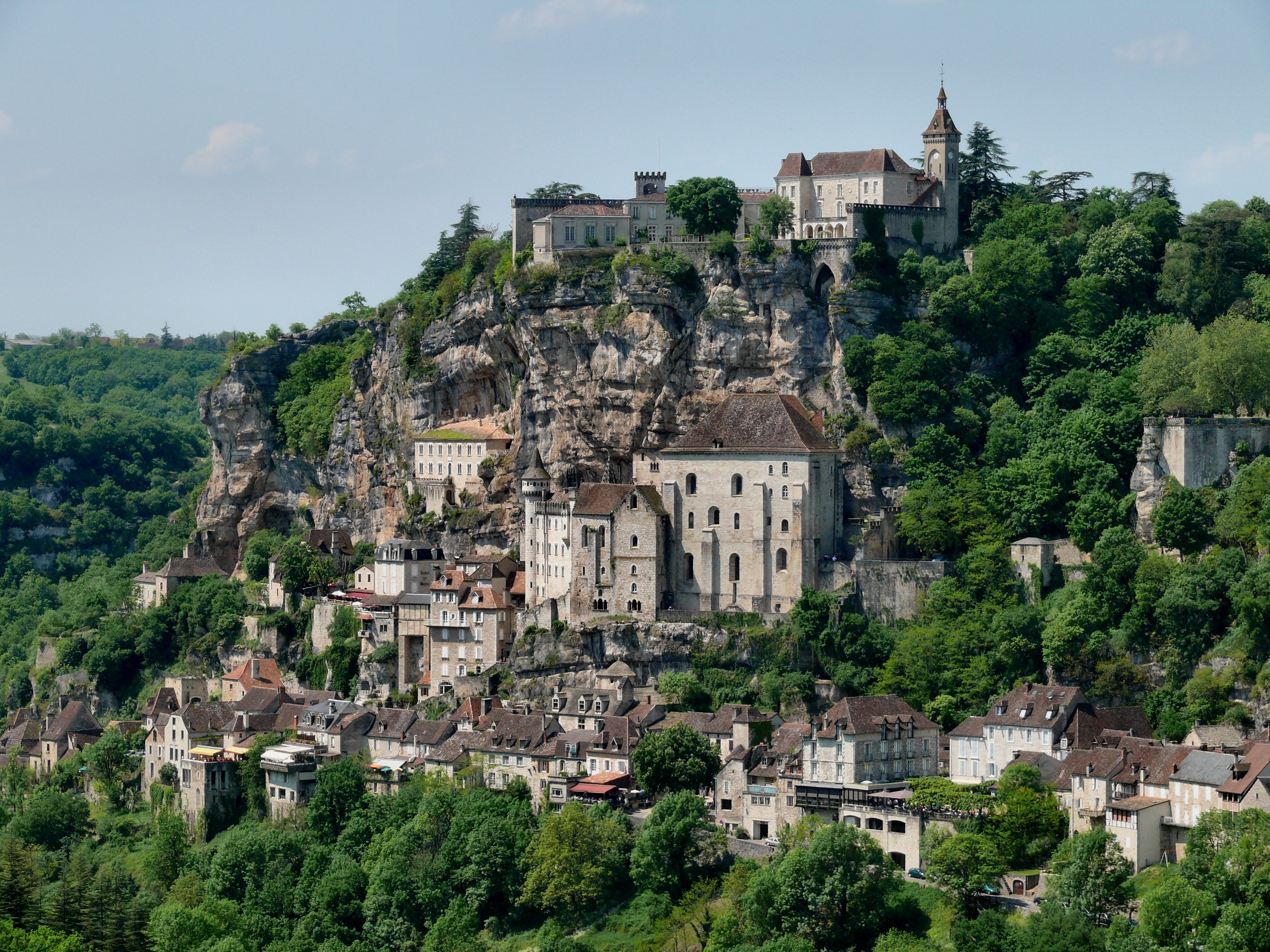
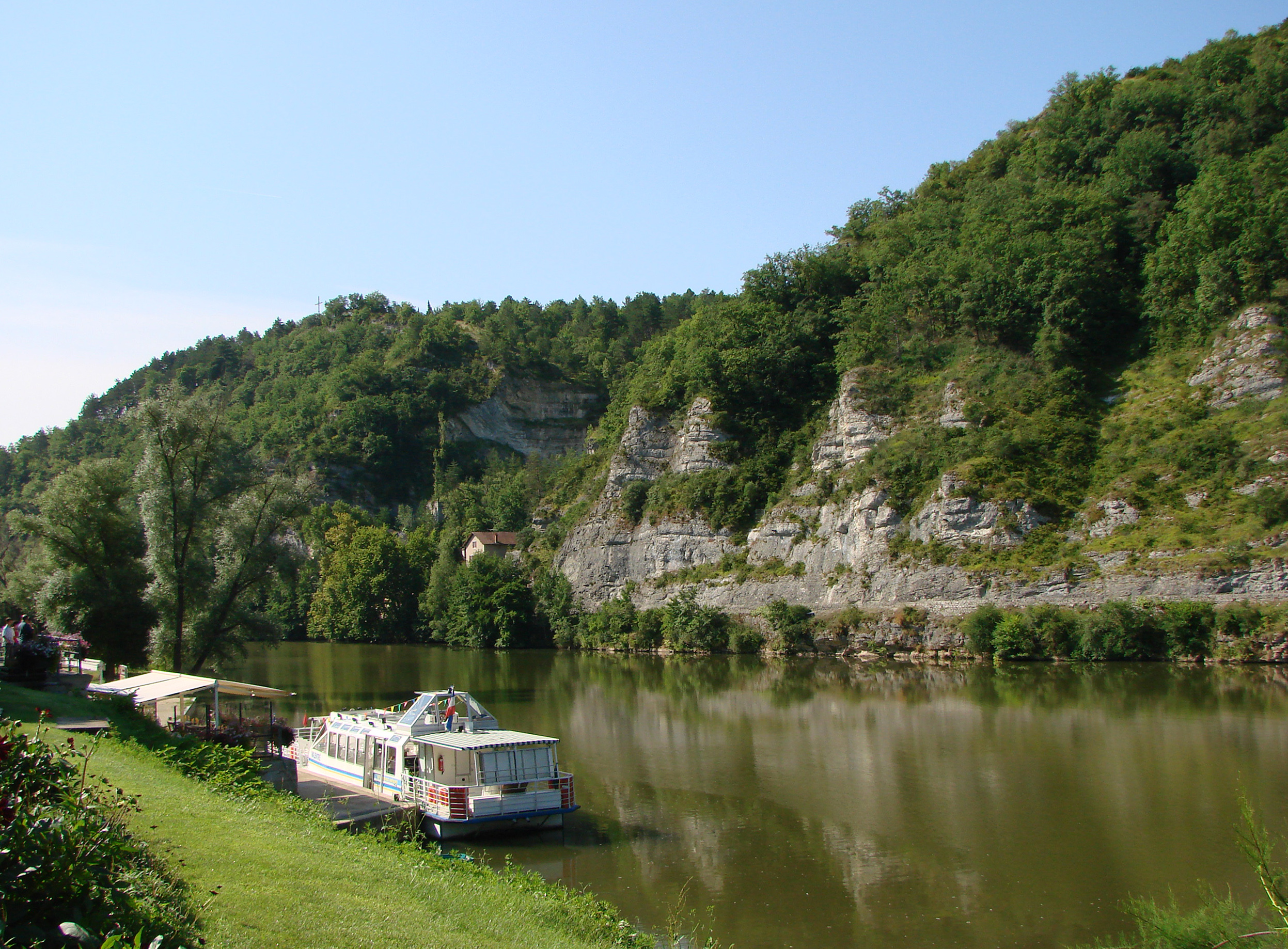

## أعلام
- خواكيم جوزيف أندريه مراد
- هنري الملك الشاب